# Giải vô địch bóng đá nữ Đông Nam Á 2021
Giải vô địch nữ AFF 2021 là phiên bản thứ 11 của Giải vô địch bóng đá nữ Đông Nam Á, một giải đấu quốc tế bóng đá nữ được tổ chức bởi Liên đoàn bóng đá ASEAN (AFF).
Giải đấu ban đầu sẽ được diễn ra tại Philipinnes từ ngày 23 tháng 7 đến ngày 31 tháng 8 năm 2020 nhưng vì tình hình Đại dịch COVID-19 đang phức tạp ở các quốc gia Đông Nam Á nên Liên đoàn bóng đá Đông Nam Á đã quyết định lùi giải đấu sang từ ngày 11 tháng 4 đến ngày 8 tháng 5 năm 2021. Giải đấu này được mở rộng 12 đội.